# تزیینات موسیقی در دوره باروک
همانطور که می‌دانیم، در موسیقی باروک از سال1600 تا 1750 است. در این دوره قطعات بسیاری توسط آهنگسازان بزرگی مانند باخ و آلبینونی نوشته شده اند. قطعات این دوره به علت نت‌های زینت، متفاوت از نوشتارشان اجرا می‌شدند.
تِرامبلُمان:
این نت یکی از پرکاربردترین نت زینت در دوره باروک بوده است. امروزه به آن " تریل" هم میگویند. در گذشته کادانس نیز حساب میشد. این نت زینت از توالی نت اصلی و یک درجه بالاتر از آن به وجود می آید. برای اجرا این نت از سر ضرب شروع کنید و گزش ها را لگاتو کنید. سرعت گزش ها افزایشی است اما میشود آن ها را به صورت آرام و یا با سرعت ثابت نیز اجرا کرد. می تواند در ابتدا یا انتهای خود دارای نت زینت دیگری از نوع خود باشد. اکثر اوقات بعد از یک حرکت پایین رونده روی نتی که ارزش زمانی طولانی تری دارد، اضافه میشود. روی ضرب قوی میزان یا بخش قوی هر ضرب از میزان قرار میگیرد.
پَنسِه:
نت زینتی است که در آن نت اصلی در حرکتی سریع به یک درجه پایین تر از خودش رفته و دوباره باز میگردد. در برخی کتاب ها از کلمه "کوبیدن" برای این نت استفاده میشود. برای اجرای آن از ضرب قوی شروع کنید. پنسه را با سرعت بالا اجرا کنید و هر سه نت به صورت لگاتو اجرا شوند. کاربرد آن در ملودی های پایین رونده و در آواز های شاد است. اغلب برای نت چنگی که بعد از آن نت سیاه نقطه دار باشد به کار میرود.
تور دو گوزیه:
امروزه از این نت زینت "گروپتو" نیز یاد میشود. تور دو گوزیه به نت زینتی گفته میشود که شامل چهار و یا پنج نت است. این نت از درجه بالایی نت اصلی شروع میشود و بعد از گذشتن از نت اصلی یک درجه بم تر میشود و در نهایت به نت اصلی بازمیگردد. کاربرد آن در ملودی های پایین رونده و متصل است. برای نت های نقطه دار این نت زینت نیز به کار میرود.
پُر دو ووآ:
نت زینت آوازی و خوشایند است که یک نت قبل از نت اصلی و یک درجه پایین تر از آن نواخته میشود. این نت به صورت دلپذیر باید اجرا شود و همه نت ها لگاتو اجرا شود. کاربرد آن هنگامی است که یک خط ملودیک یک درجه زیر تر میشود و نت ضعیف جای خود را به نت قوی تر میدهد.این نت در ترانه‌های خوشایند و دلپذیر بسیار دیده میشود.
کوله:
نت زینتی برای یک یا دو نت است که از نت اصلی شروع و با حرکتی پایین رونده پایان میابد. این نت برعکس نت زینت پرت دو ووآ است که با حرکتی بالا رونده تمام میشود. کاربرد آن در آواز های با کاراکتر غمگین و حزن انگیز است. همچنین در میان فواصل سوم (ملودیک) دیده میشود.
کولاد:
نت زینتی است که فاصله منفصل میان دو نت را با تعدادی نت به فاصله متصل از یکدیگر و ارزش زمانی کوتاه، پر میکند. میتوانید این نت زینت را از درجه بالایی ، پایینی یا خود نت اصلی شروع کنید.
1. ↑  سمیعیان، حسین (۱۳۹۸). پیرایش موسیقی باروک. تهران: انتشارات هم‌آواز. ص. ۱۰۴. شابک ۹۷۸۶۰۰۷۴۵۴۱۱۴.
2. ↑  لویی برویت. شیوه اجرای تزیین های موسیقی باروک به سبک فرانسوی. ترجمهٔ آرش احمدزاده یونسی. تهران: هم آواز،1401. صص. ۱۹،۳۵،۴۵،۴۹،۵۳،۶۱. شابک ۹۷۸-۶۰۰-۷۴۵۴-۳۶-۷.